# Termodinamički sustav
Termodinamički sustav je fizikalni sustav u kojem nastaju međusobne pretvorbe topline i drugih oblika energije, te time izazvane promjene ovisne o promjenama temperature. Teorijski se razlikuju: 
- izolirani termodinamički sustav, u kojem zatvorena tvar nema mogućnost izmjene ni tvari ni energije s okolinom,
- zatvoreni termodinamički sustav, u kojem je moguća samo izmjena energije s okolinom, pa s time i promjene obujma (volumena), tlaka i temperature, ali je količina tvari nepromjenljiva, te
- otvoreni termodinamički sustav, u kojem je moguća izmjena tvari i energije s okolinom.

U praksi ne postoje u potpunosti prva dva tipa sustava nego se oni opisuju većim ili manjim približenjem (aproksimacijom). Tako se stanje u parnom kotlu može opisati kao zatvoreni sustav ako je dotok topline jednak gubitcima, pa unutar kotla postoji stalna temperatura, tlak i količina vodene pare. Zakonitostima promjena unutar termodinamičkoga sustava bavi se termodinamika.